# میل امام
میل سومه سرا مربوط به ۸۰۰ سال پیش از میلاد مسیح است و در شهرستان املش، بخش کجید ، روستای سومه سرا (سیم سره) واقع شده ( این روستا روستایی متروکه است که در بالای روستای امام و در زیر میل سومه سرا قرار دارد که متروکه شدن این روستا طی سالیان سبب شده است که این میل طی سال ها به میل امام معروف گردد ) این اثر در تاریخ ۲۵ اسفند ۱۳۸۰ با شمارهٔ ثبت ۵۷۰۲ به‌عنوان یکی از آثار ملی ایران به ثبت رسیده است.
این اثر باستانی ساخته شده از سنگ و ساروج بوده و تنها میل باقی مانده از حوادث مختلف در منطقه است.
در دی‌ماه 1403، یک بلاگر با هدف جذب دنبال‌کننده در شبکه‌های مجازی، به گمان اینکه این مکان آتشگاه است با بنزین اقدام به آتش زدن این اثر تاریخی نموده است و سپس از این اقدام خود فیلمبرداری کرده است. این فرد باعث خسارت‌های زیادی به این اثر تاریخی شده که توسط نیروهای امنیتی بازداشت شده است.